# Багардж
Бага́рдж (арм. բաղարջ) — сладкая лепёшка (пирог) из дрожжевого теста, края которой обрамлены сплетёнными жгутиками. Национальное кондитерское изделие армянской кухни.

## Технология приготовления
В тёплую воду, с растворёнными в ней дрожжами, добавляют, перемешивая, растопленное сливочное масло, яйца, сахар и соль. В горке из муки делают углубление, в которое вливают полученную смесь и замешивают тесто в течение 15—20 минут. Оставляют 1 час на расстойку, обминают и снова расстаивают 1,5 часа. Тесто делят на две части: одна больше другой на 25 %.
Из большей части теста делают лепёшку и выкладывают её на смазанный маслом противень. Поверхность лепёшки смазывают желтком и наносят сетчатый рисунок при помощи вилки. Из меньшей части раскатывают два жгута, скручивают их между собой, выкладывают на края лепёшки и посыпают маком. Выпекают 18—20 минут.